# Доні-Жабар (громада)
Доні-Жабар (серб. Општина Доњи Жабар) — боснійська громада, розташована в регіоні Бієліна Республіки Сербської. Адміністративним центром є місто Доні-Жабар.